# Enemy (Imagine Dragons e JID)
Enemy è un singolo del gruppo musicale statunitense Imagine Dragons e del rapper statunitense JID, pubblicato il 28 ottobre 2021 come primo estratto dalla colonna sonora della serie animata Arcane e come quarto estratto dal quinto album in studio degli Imagine Dragons Mercury - Act I.

## Descrizione
L'ispirazione dietro al brano è stato il videogioco League of Legends, per il quale la band aveva precedentemente inciso il singolo Warriors come colonna sonora della World Championship del 2014. JID ha invece dichiarato su Instagram che la sua strofa nella canzone era inizialmente destinata ad un brano collaborativo con Mac Miller. Musicalmente Enemy è un pezzo di musica indietronica influenzato dall'alt-rock, dalla dance pop e dal pop rock.

## Video musicale
Il video animato, prodotto da Riot Games e Fortiche Productions, segue le vicende del personaggio del videogioco Jinx/Powder e racconta parte della sua infanzia. In alcune sequenze del filmato si vedono gli Imagine Dragons e JID in versione animata che eseguono la traccia.

## Tracce
Testi e musiche di Justin Tranter, Ben McKee, Dan Reynolds, Daniel Platzman, Mattias Larsson, Robin Fredriksson, Wayne Sermon e Destin Route.
1. Enemy – 2:53

## Successo commerciale
Nella pubblicazione del 26 marzo 2022 Enemy è entrato nella top ten della Billboard Hot 100 statunitense all'8º posto con 42 milioni di audience radiofonica, 10,6 milioni di riproduzioni in streaming e 4 000 copie digitali, divenendo il quinto singolo del gruppo a varcare la regione e il primo per il rapper. Dopo due settimane è approdato in top five.

## Classifiche

### Classifiche settimanali
| Classifica (2021-22)             | Posizione massima |
| -------------------------------- | ----------------- |
| Argentina                        | 68                |
| Australia                        | 15                |
| Austria                          | 3                 |
| Belgio (Fiandre)                 | 17                |
| Belgio (Vallonia)                | 4                 |
| Bolivia                          | 17                |
| Canada                           | 5                 |
| Costa Rica                       | 19                |
| Croazia                          | 21                |
| Danimarca                        | 21                |
| Filippine                        | 24                |
| Finlandia                        | 9                 |
| Francia                          | 6                 |
| Germania                         | 4                 |
| Grecia                           | 3                 |
| India                            | 5                 |
| Irlanda                          | 12                |
| Islanda                          | 5                 |
| Italia                           | 25                |
| Libano                           | 20                |
| Lituania                         | 4                 |
| Lussemburgo                      | 3                 |
| Malaysia                         | 19                |
| Norvegia                         | 5                 |
| Nuova Zelanda                    | 6                 |
| Paesi Bassi                      | 6                 |
| Panama                           | 19                |
| Paraguay                         | 76                |
| Perù                             | 23                |
| Polonia                          | 1                 |
| Portogallo                       | 2                 |
| Regno Unito                      | 17                |
| Repubblica Ceca                  | 3                 |
| Russia                           | 7                 |
| Singapore                        | 8                 |
| Slovacchia                       | 1                 |
| Spagna                           | 45                |
| Stati Uniti                      | 5                 |
| Stati Uniti (rock & alternative) | 3                 |
| Sudafrica                        | 34                |
| Svezia                           | 12                |
| Svizzera                         | 6                 |
| Turchia                          | 24                |
| Ungheria                         | 1                 |
| Vietnam                          | 44                |

### Classifiche di fine anno
| Classifica (2021) | Posizione |
| ----------------- | --------- |
| Ungheria          | 38        |
| Classifica (2022) | Posizione |
| Australia         | 22        |
| Austria           | 12        |
| Belgio (Fiandre)  | 56        |
| Belgio (Vallonia) | 10        |
| Brasile           | 115       |
| Canada            | 12        |
| Danimarca         | 46        |
| Francia           | 27        |
| Germania          | 18        |
| India             | 18        |
| Islanda           | 10        |
| Italia            | 78        |
| Lituania          | 14        |
| Norvegia          | 37        |
| Nuova Zelanda     | 16        |
| Paesi Bassi       | 44        |
| Regno Unito       | 60        |
| Stati Uniti       | 15        |
| Svezia            | 45        |
| Svizzera          | 13        |
| Ungheria          | 10        |
| Classifica (2023) | Posizione |
| Francia           | 171       |
| Portogallo        | 197       |